# Лесопарк имени Лесоводов Башкирской АССР
Лесопарк имени Лесоводов Башкирской АССР (Лесопарк Лесоводов Башкирии; баш. Башҡортостан урмансылары урман паркы) — лесопарк в историческом районе Новиковки города Уфы. Находится на склоне Дудкинской горы по улицам Менделеева, Сагита Агиша, Полярной, проспектом Салавата Юлаева и Лесному проезду. Официальная площадь лесопарка в квартале № 19 (выделы с 1 по 67) Уфимского лесничества — 116 гектар. К лесопарку в южной части примыкает Южно-Уральский ботанический сад-институт УФИЦ РАН.
Основные породы — дуб, липа, также — клён, лещина, осина, тополь, бересклет, берёза, сосна, лиственница, ель, ольха, вяз. На территории лесопарка бьют минимум четыре родника, ручьи которых впадают в реку Сутолоку, протекающую по западной границе леса; два болота и пять сезонных лесных озёр. Встречаются ежи, белки, лисы, разнообразное количество птиц.

## История
С XVII века по южной границе леса будущего лесопарка проходила дорога к Дудкинской переправе.
В 1779 году здесь были открыты Новиковские курганы, относящиеся к VI–VIII веку: был найден богатый комплекс золотых предметов.
На территории Богородской волости Уфимского уезда в 1857 году помещичьими крестьянами Новиковых, переселёнными из села Новиковка (Покровское) Бугурусланского уезда Самарской губернии, была основана деревня Новиковка.
В 1890–1910-х годах вдоль современной улицы Менделеева, по её обеим сторонам, располагались загородные дачи помещиков и дворян Уфы, из которых наиболее крупной считалась двухэтажная загородная дача Валентина Аполлоновича Новикова, стоявшая на месте нынешнего Республиканского выставочного центра. Впоследствии, после Революции 1917 года, они были все национализированы, и переданы под Дома отдыха и санатории, ведомственные школы и детские оздоровительные лагеря, и коммунальные квартиры. В 1990-е года они были закрыты и полностью снесены. Единственно сохранившееся здание — бывшая школа детского туберкулёзного санатория.
В 1937 году были произведены первые сосновые лесопосадки.
В 1939 году в район деревни переводится Башкирский ботанический сад на отведённую территорию площадью 117 гектар, включающую данный лес.
В 1940-х годах, в годы Великой Отечественной войны, на поляне, окружённой лесом, были установлены шелкопрядные станции для плетение парашютов. Впоследствии, эта поляна стала называться Уваровой.
18 сентября 1966 года на базе существующих лесов Паркового лесничества, площадью более 110 гектар, которые ранее принадлежали ботаническому саду, был заложен лесопарк имени Лесоводов Башкирской АССР. Инициатором создания лесопарка на базе лесов Паркового лесничества был министр лесного хозяйства Башкирской АССР Марсель Хабибович Абдулов. Проект был разработан совместно с Башкирским республиканским советом Всероссийского общества охраны природы. Открытие лесопарка состоялось в день работников леса: были приглашены все директора лесхозов. В последующие годы этот день отмечался памятной посадкой деревьев. Главная центральная аллея была расположена со стороны Лесного проезда, ведущая к стеле лесопарка, от которой расходятся аллеи к вольеру, кордону и детским оздоровительным лагерям, а также Шкитинской и Уваровой полянам.
В 1970 году здесь был организован вольер на базе кордона Паркового лесничества, площадью 4,9 гектар, когда Марсель Хабибович Абдулов лично привез первых медвежат — Капу и Нугуша. Были также завезены зубры и тарпаны, которые, однако, не смогли размножиться в неволе. Позднее, был создан отдельный вольер для свободного передвижения лосей.
В 1973 году был открыт Музей леса, также по инициативе Марселя Хабибовича Абдулова.
В 1970-х годах у северной части лесопарка был построен микрорайон Лесопарковый.
В 1992 году, в соответствии с постановлением Совета Министров Республики Башкортостан № 45 от 28.12.1992 года «О строительстве автотранспортного тоннеля через реку Уфа в створе улицы Округа Галле», на территории лесопарка был вырублен лес под строительство автомобильного тоннеля и вентиляционной шахты. Впоследствии, строительство было заморожено.
Министерство лесного хозяйства Республики Башкортостан на основании распоряжения № 207-р от 18.06.2013 года предоставило данный лесной участок в постоянное (бессрочное) пользование ГБПОУ «Уфимский лесотехнический техникум» для научно-исследовательской и образовательной деятельности.
С июня по август 2014 года, при поддержке Президента Республики Башкортостан Рустэма Закиевича Хамитова и Правительства Республики Башкортостан, было проведено благоустройство лесопарка: проведено освещение, проложены новые пешеходные дорожки общей протяжённостью 9 км, установлено 80 скамеек и информационные указатели. У главного входа была установлена кованая арка с информацией о названии лесопарка, однако, указанным неверно — «Лесопарк Лесоводов Башкортостана», и организована автостоянка. На Уваровой поляне была организована мангальная зона для пикников и автостоянка, на Шкитинской поляне — две спортивные площадки, и одна детская игровая площадка на месте сквере. Стоимость этих работ составила 50 миллионов рублей. 
В 2018 году в лесопарке прошла Всероссийская акция «Лесники открывают двери». С 2019 года в лесопарке проводились экологические субботники и акции «Живи, лес!» и «Чистый лес», «Всероссийский день посадки леса».
В 2019 году возобновлено строительство тоннеля под лесопарком, получившим название «Восточный выезд».

## Настоящее время
На территории лесопарка находятся: две автостоянки; мангальная зона на Уваровой поляне; две футбольные, одна волейбольная и одна баскетбольная площадки на Шкитинской поляне; спортивные снаряды; детская игровая площадка; две беседки; вольерное хозяйство МБУ «Горзеленхоз»; Музей леса ГАУ РБ «Уфимский лесхоз».
Ведётся коммерческая деятельность: продажа фастфуда, мороженого, детских игрушек; прокат велосипедов, самокатов, лыж; катание на лошадях и пони.
Лесопарк испытывает большую рекреационную и антропогенную нагрузку: из-за большого числа посетителей лесопарка и коммерческой деятельности, выбрасывается большое количество мусора в лесной зоне. При этом, лесопарк предназначен научно-исследовательской и образовательной деятельности ГБПОУ «Уфимский лесотехнический техникум», и является лесным фондом, подлежащий охране как особой природной территории.
Из-за строительства автомагистрали с развязками между проспектом Салавата Юлаева и улицей Менделеева проекта «Восточный выезд», под угрозой вырубки лесопарка находятся 12 гектар сосновых лесопосадок и липового леса. Указывается, что данный лес не является территорией городских лесов. Однако, он является землей лесного фонда.

## Примечание
1. ↑  Топографическая карта Уфы. www.etomesto.ru. Дата обращения: 2 марта 2023. Архивировано 2 марта 2023 года.
2. ↑  От названий веет стариной. ufa-gid.com. Дата обращения: 7 декабря 2020. Архивировано 28 ноября 2020 года.
3. ↑  Памятники археологии на территории г. Уфы. pobashkirii.ru. Дата обращения: 7 декабря 2020. Архивировано 31 января 2019 года.
4. ↑  НОВИКОВЫ - Башкирская энциклопедия (недоступная ссылка — история). rus.bashenc.ru. Дата обращения: 7 декабря 2020.
5. ↑  НОВИКОВКА, деревня в черте Уфы - Башкирская энциклопедия (недоступная ссылка — история). rus.bashenc.ru. Дата обращения: 7 декабря 2020.
6. ↑  Новиковка - Уфа от А до Я. Посреди России (13 февраля 2014). Дата обращения: 7 декабря 2020. Архивировано 16 января 2021 года.
7. 1 2  Лесопарк имени Лесоводов Башкортостана | УФИМСКИЙ ЛЕСОТЕХНИЧЕСКИЙ ТЕХНИКУМ. www.ultt.ru. Дата обращения: 7 декабря 2020. Архивировано 10 августа 2020 года.
8. ↑  Уфимский вольер (видео), РЕН Уфа Новости МУП Горзеленхоз - Ландшафтный дизайн, озеленение, благоустройство, посадочный материал, рулонный газон, чернозем, посадка цветов, деревьев, крупномеров. ufagreen.ru. Дата обращения: 7 декабря 2020. Архивировано 27 октября 2020 года.
9. ↑  МУП «Горзеленхоз» выполнил благоустройство вольерного хозяйства в парке Лесоводов Башкирии. Официальный сайт Администрации ГО г. Уфа Республики Башкортостан. Дата обращения: 7 декабря 2020. Архивировано 30 марта 2021 года.
10. 1 2  Уфимский музей леса открывает двери. mgazeta.com. Дата обращения: 7 декабря 2020.
11. ↑  Музей леса в Уфе. Дата обращения: 7 декабря 2020. Архивировано 29 октября 2020 года.
12. ↑  Сколько животных пострадало при создании уфимского Музея леса? Bash.News (18 сентября 2017). Дата обращения: 7 декабря 2020.
13. ↑  ГКУ Транспортная дирекция РБ. tdrb.bashkortostan.ru. Дата обращения: 7 декабря 2020. Архивировано 8 мая 2021 года.
14. ↑  Министерство лесного хозяйства Республики Башкортостан (недоступная ссылка — история). forest.bashkortostan.ru. Дата обращения: 7 декабря 2020.
15. ↑  Реализация проекта Восточный выезд. ООО ПИИ Башкирдортранспроект РБ (12 марта 2020). Дата обращения: 7 декабря 2020. Архивировано 3 августа 2020 года.
16. ↑  Проект строительства Восточного выезда из Уфы заморожен до окончания переговоров. www.kommersant.ru (20 сентября 2019). Дата обращения: 7 декабря 2020. Архивировано 27 октября 2020 года.
17. ↑  Исяньюлова Регина Рафаилевна, Ишбирдина Лилия Маратовна, Мухтаруллина Алиса Фарисовна. Влияние мероприятий по реконструкции и благоустройству лесопарка им. Лесоводов Башкортостана г. Уфы на рекреационную ёмкость и экологическую продуктивность территории // Известия Оренбургского государственного аграрного университета. — 2015. — Вып. 5 (55). — ISSN 2073-0853.
18. ↑  О. В. Серова. ИССЛЕДОВАНИЕ РЕКРЕАЦИОННОЙ НАГРУЗКИ НА ТЕРРИТОРИИ ПАРКА ИМЕНИ ЛЕСОВОДОВ БАШКИРИИ. elib.pstu.ru. Дата обращения: 7 декабря 2020. Архивировано 27 апреля 2022 года.
19. ↑  Регина Рафаилевна Исяньюлова, Лилия Маратовна Ишбирдина. Assessment of Phytocenotic Indicators of Plant Communities in M. Gafuri and Foresters of Bashkortostan Parks in Ufa (рус.) // Вестник Башкирского Государственного Аграрного Университета. — 2013. — Вып. 4 (28). — ISSN 1684-7628.
20. ↑  Ишбирдина Л.м, Наумова Л.г, Хазиахметов Р.м. Флора лесопарка им. Лесоводов Башкортостана и прогноз ее динамики // Вестник Академии наук Республики Башкортостан. — 2017. — Т. 23, вып. 2 (86). — ISSN 1728-5283.
21. ↑  ОБ УТВЕРЖДЕНИИ ПРОЕКТА ПЛАНИРОВКИ И МЕЖЕВАНИЯ ТЕРРИТОРИИ ЛИНЕЙНОГО ОБЪЕКТА "ВОСТОЧНЫЙ ВЫЕЗД ИЗ ГОРОДА УФЫ", Постановление Правительства Республики Башкортостан от 02 августа 2017 года №357. docs.cntd.ru. Дата обращения: 7 декабря 2020. Архивировано 23 июля 2020 года.
22. ↑  О проекте. easternexit.ru. Дата обращения: 7 декабря 2020. Архивировано 27 февраля 2021 года.
23. 1 2  О разработке проекта планировки и проекта межевания территории, ограниченной с запада - улицей Менделеева, с севера - продолжением улицы им. города Галле, с востока - рекой Уфа, с юга - лесным массивом в Советском районе городского, округа город Уфа Респу. ufacity.info. Дата обращения: 7 декабря 2020.